# Mezzago
Mezzago (lombardul: Mezzagh) település Olaszországban, Lombardia régióban, Monza e Brianza megyében. Lakosainak száma 4469 fő (2023. január 1.). Mezzago Busnago, Cornate d’Adda, Bellusco és Sulbiate községekkel határos.

## Népesség
A település lakossága az elmúlt években az alábbi módon változott:
| Lakosok száma | 4301 | 4423 | 4493 | 4469 |
|               | 2013 | 2017 | 2018 | 2023 |

## Híres emberek
- Itt született 1730 körül Biffi János Ambrus tanár.